# 어사대
어사대(御史臺)는 고려 시대에 관리를 감찰하고 풍기를 단속하는 기관이었다. 오늘날 감사원에 해당한다.

## 개설
고려 때 시정(時政)을 논하며, 풍속을 바로잡고 관리의 잘못을 규탄하는 임무를 맡아본 관청이다.
처음 사헌대(司憲臺)라 칭하던 것을 995년(성종 14년) 어사대로 고쳤고, 그 후 1014년(현종 5년)에 금오대(金吾臺)로 바꾸었다가 1275년(충렬왕 원년)에 감찰사로 고쳤다가 1298년(충렬왕 24년) 사헌부(司憲部)로 바뀌는 등, 고려 말까지 변동이 많았다. 따라서 그 관직명도 복잡하게 바뀌었다.
어사대의 관원은 중서문하성의 낭사(郞舍)와 함께 대간(臺諫)으로 불리면서 간쟁(諫爭), 봉박(封駁), 서경(署經)의 권리를 가지고 있었다.

## 조선의 어사대
조선 시대에 와서는 공식적으로 어사대는 존재하지 않았으나, 사헌부를 별칭으로 어사대라 불렀다.

## 같이 보기
- 고려의 중앙 관제
- 조선의 중앙 관제